# Flabellum tuthilli
Flabellum tuthilli är en korallart som beskrevs av Hoffmeister 1933. Flabellum tuthilli ingår i släktet Flabellum och familjen Flabellidae.
Artens utbredningsområde är Indiska oceanen. Inga underarter finns listade i Catalogue of Life.